# Nogent-sur-Eure
Nogent-sur-Eure é uma comuna francesa na região administrativa do Centro, no departamento Eure-et-Loir. Estende-se por uma área de 9,22 km². Em 2010 a comuna tinha 512 habitantes (densidade: 55,5 hab./km²).